# 風の歌が聴きたい
『風の歌が聴きたい』（かぜのうたがききたい）は、1998年公開の日本映画。大林宣彦監督作品。主演は天宮良と中江有里。本作では聴覚障害者同士で結婚しトライアスロン大会に参加する夫と出産を控えて入院中の妻の現在を軸に、家族や知人の支えを受けて育ってきた中等部時代からのそれぞれの半生を明るく爽やかに描いた映画。

## 概要
本作は、聴覚障害を持ちながらトライアスロンに挑む実在の夫婦をモデルに描いた物語。
本作で昌宏が参加するトライアスロンの大会として全日本トライアスロン宮古島大会が取り上げられている。ちなみに作中の説明では、この大会の走行距離は3kmのスイム(遠泳)、155kmのバイク(自転車ロードレース)、42.195kmのラン(一般的なマラソンと同じ距離)となっている。
文部省選定、厚生省推薦、中央児童福祉審議会特別推薦、第10回東京国際映画祭特別招待作品。
キャッチコピーは、「笑った、走った、泣いた、いつも元気。」

## あらすじ
1997年4月20日、宮古島のトライアスロンの大会(以下、大会)に参加する聴覚障害者の青年・高森昌宏は早起きして、妻・奈美子宛にFAXを送信する。同じく聴覚障害を持つ奈美子は出産間近で故郷の病院に入院し、看護師づてで「トライアスロンと出産、お互い頑張ろう」との昌宏からのメッセージを受け取る。昌宏と奈美子の出会いはろう学校中等部までさかのぼり、彼が全国のろう学校に文通相手募集の手紙を出したことがきっかけだった。
栃木県の中等部に通う昌宏は候補者の手紙の中から同封された写真の美奈子を気に入り、函館に住む彼女との文通を始める。昌宏と奈美子はお互いをあだ名で呼び合い、趣味や日常の他愛もないことを伝えながら文通相手として交流を深めながら高等部に進学する。夏休みに遊びに来るよう奈美子に誘われた昌宏は、初対面した彼女と大沼公園に訪れ、遊覧船でお互いの子供時代や将来の夢を手話で語り合い楽しい時を過ごす。
高等部卒業後昌宏は東京の自動車工場で働き出すと、ある日水泳が得意な聴覚障害者に出会い泳ぎを教わり始める。一方、札幌市のデザイン専門学校に進んだ奈美子は講師の口話の速さに不安を感じるも、両親の励ましやその後できた友達に支えられ克服する。夏頃学校の研修旅行で東京に来た奈美子は、昌宏と2年ぶりに会い誕生日プレゼントとしてオルゴールをもらう。昌宏はオルゴールを知らない奈美子に指で櫛歯を押さえて曲を感じることを教え、2人でメロディを“聴き”お互いに恋を意識し始める。
水泳仲間から宮古島のトライアスロン大会に誘われた昌宏は、水泳に加え競技に必要な自転車とマラソンの練習もすることに。他人から障害のことで傷心した奈美子は昌宏に元気づけられ、後日「一緒に東京で暮らしたい」と告白し初めて彼と口づけを交わす。その後同棲生活を経て奈美子と結婚した昌宏は、大会に参加するため水泳仲間やレースを見守る彼女と共に宮古島に向かう。競技前、崖に佇み風に揺れる草を見て風の音が聴こえるように感じた昌宏は、初参加した大会で奈美子の応援を受けて何とか完走する。
昌宏はそれ以降毎年大会に参加するがある日奈美子もやりたいと言い出し、夫婦でトライアスロンの練習の日々を送る。夫婦で初参加した大会では奈美子が制限時間に間に合わず悔しい思いをしたが、その後練習を重ねて翌年の大会で2人とも見事に完走する。そして今日の大会を無事完走した昌宏は、飛行機で函館まで向かい出産直前の奈美子が待つ病院に何とか間に合う。出産に立ち会った昌宏は奈美子に声をかけ、一緒に頑張ったトライアスロンの日々を思い出させて励まし、夫婦は生まれてきた赤ん坊を笑顔と涙で迎える。

## キャスト
高森昌宏
演 - 天宮良
聴覚障害者の青年で、3歳の頃にかかった病気の影響で耳が聞こえなくなった。栃木市出身で現在は奈美子と東京のアパートで2人暮らし。中等部時代のニックネームは、“ロックン・ローラー・ジミー”。高等部では学校の寮暮らしで、本人曰く不良生徒だった。卒業後は独身寮で暮らしながら日産自動車工場の製造社員として働く。マイペースな性格で穏やかだが、男としては優柔不断で少々頼りない所がある。
現在はトライアスロンが生きがいで、宮古島の大会に5年連続で完走している。中等部の頃から矢沢永吉の大ファンで特に「ファンキー・モンキー・ベイビー」がお気に入り。他に好きなものは、沖縄、料理の食べ歩き、旅行、映画「エデンの東」。
高森奈美子（旧姓・早瀬）
演 - 中江有里
昌宏の妻で、生まれつきの聴覚障害者。早瀬家の次女で函館出身。会社勤めをしているが、現在は産休を取って出産のため函館にある病院に入院中。誕生日は7月25日。中等部時代のニックネームは、“ミッキー”。小樽の全寮制の高等部に進学し、卒業後は一人暮らししながら札幌の造形デザイン専門学校に通う。優しい性格で昌宏に比べると障害のことで悩み多き人生を歩んでいるため弱音を吐くこともあるが、徐々に自信を持ち芯の強い性格になる。
子供の頃からミッキーマウスが大好きでニックネームもここから付けた。中等部から趣味で油絵を始め、憧れの画家はゴーギャン。好物は、ホッキご飯。授業の地理が苦手で、北海道以外の地域のことを良く知らない。高等部時代に昌宏と過ごした大沼公園が自身にとって思い出の場所となる。

### 早瀬家
早瀬敦夫
演 - 勝野洋
奈美子の父。総務部で働いている会社員。奈美子には少々他人から障害をからかわれても負けない子になるよう育ててきた。奈美子が進路や昌宏との結婚などで悩んだ時に、照子と共に色々と助言している。奈美子の絵について「聴こえない分、目で見たものを表現する力が人一倍あると思う」と評している。酒好きだが、過去に腸閉塞で手術して一時禁酒したことがあり、病気が治った現在も奈美子や照子から「今日のお酒はこれで終わり」と制限されることに物足りなく感じている。奈美子の出産時は、仕事のため病院に行けず心配しながら照子からの電話を待つ。
ちなみに勝野の娘である勝野雅奈恵と勝野七奈美が、端役だがそれぞれ昌宏のガールフレンド役、プールの少女役で出演している。
早瀬照子
演 - 入江若葉
奈美子の母。敦夫の妻。出産で入院する奈美子に病室に泊まり込みで付添い、安産のお守りを渡したり会話をして娘の心を和ませる。朗らかな性格で話好きな人物だが、本人曰く「奈美子の分まで喋ってるつもり」とのこと。自身と敦夫は奈美子が3歳の頃に初めて耳に障害があることに気づいた。子供の頃に奈美子に自転車の乗り方や泳ぎ方などを教えるなど、健常者が経験することは同じように教えてきた。その後奈美子の出産では、分娩室の外から娘が無事赤ん坊を出産できるよう祈る。
早瀬藍子
演 - 及森玲子
早瀬家の長女。奈美子の1歳年上の姉。しっかり者な性格で奈美子との仲は悪くないが、内心子供の頃は両親が障害を持つ妹に構いすぎることに少々不満を持っていた。成人した後奈美子より一足先に結婚し、その後夫と赤ん坊と共に昌宏と奈美子の披露宴に出席する。

### 高森家
高森昌之
演 - 石橋蓮司
昌宏の父。テキ屋で風鈴を売っている。聴覚障害がある昌宏がコンプレックスを持たないよう「障害者だかこそ障害を隠すな」、「聴こえない分、目で見えるものを楽しめ」などと助言しながら育ててきた。昌宏とは子供の頃から口話での会話を重視しており、息子が手話だけで話そうとするといつも「声も一緒に出せ」と叱っている。話し方に対しては厳しい性格だが一時不良になった昌宏の行為を公認しており、高等部時代に喫煙で停学になった息子に「吸いたいなら自宅で吸え」と言うなど寛容的な所もある。仕事で各地の祭りに出かけたり元々旅好きなため、数ヶ月単位で家を空けることがある。
高森すみ
演 - 左時枝
昌之の後妻で昌宏の継母。昌宏と血の繋がりはないが、実の子のようにかわいがって育てている。昌之が昌宏に厳しい態度を取るのを冷や冷やしながらケンカにならないよう見守っている。ちなみに本作で登場する昌宏と奈美子の親しい人のほとんどが手話を使えるが、口話を重視する昌之に不本意ながら従ってきたため夫婦揃って手話はほぼできない。高等部時代の昌宏から、ある時ヨーロッパ行きの格安ツアーを見つけて「行きたい」と頼まれる。昌宏が社会人になった後、息子が自宅に連れてきた奈美子を温かく迎える。

### 昌宏の主な関係者
緒方弘
演 - 林泰文
昌宏の同僚で日産自動車工場の同じ作業場で働く。昌宏の結婚前までは独身寮の同部屋で親しく過ごしていた。冒頭で奈美子の入院前に昌宏を招いて寮仲間と出産を祝ってプレゼントを渡す。昌宏と親しくなったことで彼から手話を学び始める。手紙でやり取りする女性(奈美子)について「ただの女友達」と言う昌宏を「本当は恋人では？」と詮索する。昌宏と奈美子の披露宴では司会進行役を務める。
真壁増雄
演 - 河原さぶ
昌宏の知人で同じく聴覚障害者で本大会参加者。東京在住。以前から他の聴覚障害者の男性たちとプールで水泳を楽しみ、宮古島のトライアスロンの大会にも参加してきた。ある日出会った昌宏から水泳を教えるよう頼まれて自身の仲間に加え、週一で泳ぎ方を教え始める。昌宏が社会人二年目の秋に、トライアスロンに挑戦する聴覚障害者のグループ「東京パワーズ」を結成する。昌宏の結婚披露宴では、彼と奈美子2人分の宮古島の航空券をプレゼントし宮古島の大会に来るよう告げる。
天野淳（じゅん）
演 - 古代真琴
昌宏の知人の健常者。本大会参加者。ギターを弾き語りするシンガー・ソングライターだが、トライアスロンをしていることから「シンガーソング・“ランナー”」を自称。これまでに7回ほど大会に参加しており、昌宏が初参加した大会のランの競技中に並走状態になり自身が話しかけたことで親しくなった。大会前に宮古島の崖の上に昌宏と座り、「僕には海の音が“聴こえるんです”」という彼に具体的にどういう風に聴こえるかを会話する。
聾学校の教師
演 - 峰岸徹
昌宏の高等部時代の教師。「卒業後は世界一のコックになりたい」と言う昌宏の進路相談を受ける。後日とある料理屋に昌宏を連れて行き、「コックの修行は厳しいけど10年も頑張れば立派なシェフになれるはず」と助言する。昌宏と奈美子の披露宴では、媒酌人を務める。

### 奈美子の主な関係者（現在）
鳥羽聡美
演 - 高橋かおり（友情出演）
奈美子を担当する看護師。いつ学んだのかは不明だが手話が得意で、検温や食事を運ぶ時などに奈美子と親しく色々と会話をしたり、手話がほとんどできない美馬との通訳もする。奈美子が油性ペンで描いた函館山の絵を譲ってもらおうとしたり、障害のある男性との結婚に迷う幼なじみのことを相談したりする。出産時は興奮状態で呼吸法を忘れた奈美子に思い出させるため自身も娩出時の呼吸法をする。
美馬院長
演 - 岸部一徳
奈美子の出産を担当する医者。初めての出産で入院したばかりで緊張する奈美子に、穏やかな口調で安心するよう言葉をかける。奈美子の出産時は大きな声で「もう少し力んで」などと声をかける。
ベテラン看護師
演 - 絵沢萠子
奈美子の担当。冷静沈着な性格でテキパキと行動し、若手看護師にも妊婦とその家族にとっても頼りになる存在。奈美子の陣痛後、まだまだ経験豊富とは言えない聡美に色々と指示を出しながら準備に取り掛かり、その後美馬を交えて分娩作業に臨む。

### 奈美子の主な関係者（過去）
ラーメン屋の女将
演 - 根岸季衣
奈美子の小学生時代に登場。奈美子と同じ町のラーメン屋で働くおばさん。ある時店の外で自身の2人の子供と小学生の奈美子がトラブルになり、ものの弾みで彼女に店のガラスを割られてしまう。その後早瀬家に訪れ、奈美子と照子に向かって聴覚障害者に偏見を持った発言をする。
滝先生
演 - 嶋田久作
ろう学校高等部時代の教師で、奈美子のクラス担任。修学旅行に行く前の授業で、訪れる予定の京都・奈良・大阪の観光名所や歴史などを奈美子たちに調べるよう告げる。穏やかな性格。奈美子の絵の色彩感覚を褒めたことでその後の進路に繋る。奈美子と昌宏との披露宴では、健常者と聴覚障害者が混在しているためどちらにも話が伝わるよう、いくつかの場面で手話通訳を任される。
北沢香織
演 - 柴山智加
専門学校時代からの奈美子の親友。入学から間もない頃に自分たちの手を描く授業で奈美子が描いた絵を見て、「それ何の手の形？」と話しかけたことがきかっけで親しくなり彼女の学校生活を支え始める。人懐っこい性格で社交的で面倒見が良いが、少々そそっかしい所がある。健常者との会話があまり得意でない奈美子に付添い、画材を買いに行ったり卒業間近の頃には仕事探しに協力する。奈美子と昌宏の披露宴にも参列して2人を祝福する。
センターの担当者
演 - 奥村公延
奈美子の専門学校を卒業した直後に登場。東京の心身障害者職能開発センター職員。東京で職探しをする奈美子が職業安定所から紹介されてやって来る。本人によると「このセンターで訓練を受けた人は様々な職種で即戦力になる」と言っており、企業からの求人募集が多いとのこと。話をした後奈美子に、自身の出身地名産の八女茶でもてなす。

### その他の人たち
風車売り
演 - 大前均
昌宏が小学校低学年の頃に登場。とある祭りで昌之の店と隣同士になるテキ屋。色とりどりの風車を売っており、祭りに来た昌宏が昌之に「目で見えるものを楽しめ」と言われて自身の店に訪れる。
コック
演 - 渡辺誠
昌宏の高等部時代に登場。洋食屋の厨房で働く料理人。仕事場の見学に来た昌宏と教師の目の前で、調理作業を行う。
ディスコの少女
演 - 石橋けい
昌宏が工場で働き出した頃に登場。ディスコで踊っていた所、偶然そばで踊っていた昌宏に声をかける。昌宏が耳が聞こえないことを知り、「どうして曲が聴こえないのに踊れるの？」と聞いたことで会話が弾み、いい雰囲気になりかける。
DJ
演 - オスマン・サンコン
昌宏が工場で働き出した頃に登場。昌宏が訪れたディスコでラップを披露したり、客たちと英語でコール・アンド・レスポンスをする。
デザイン会社の人事担当者
演 - 綾田俊樹
奈美子の専門学校卒業間近に登場。香織を連れた奈美子が面接に訪れる会社で働く。奈美子に「障害者を雇用することは、うちの会社の方針になっていますが…」と言葉を濁した後、話題を変えてはぐらかす。
SSプランニングの人事担当者
演 - 松金よね子
奈美子の専門学校卒業間近に登場。香織を連れた奈美子が面接に訪れる、もう一つの会社で働く。香織から奈美子が専門学校の卒業制作を高く評価された話を聞くが、「センスが良くても電話の応対は無理なんでしょう？」と辛辣なことを言う。
泥棒
演 - 田口トモロヲ
昌宏と奈美子が東京で同棲生活を送る頃に登場。深夜、昌宏と奈美子が寝静まっている所を窓から侵入してくる。
レディースクリニックの医者
演 - ベンガル
奈美子の妊娠中期に登場。東京にある産婦人科の医者。昌宏の付添いのもと、いくらかお腹が目立ってきた奈美子をエコー検査し、胎児が男の子であることを夫妻に告げる。
タクシーの運転手
演 - 村田雄浩
現在に登場。函館の街でタクシーを走らせている。ある時タクシーに乗ってきた昌宏に話しかけるが、聴覚障害者とは気づかず無視されたと勘違いする。しかし直後に昌宏から話しかけられて「これから赤ん坊が産まれる」と知り、急いで病院へ向かう。
車椅子の青年
演 - 髙嶋政宏（特別出演）
現在に登場。ワンカットのみの出演でセリフはなし。ある日恋人と大沼公園に訪れ、彼女から「この公園でデートしたカップルは、すてきな夫婦になれるらしい」との話を聞く。

## スタッフ
- 監督 - 大林宣彦
- 脚本 - 中岡京平、内藤忠司、大林宣彦
- 原案 - 高島良宏、小田大河
- 製作 - 大林恭子、根田哲雄、芥川保志
- プロデューサー - 大林恭子、芥川保志
- 撮影 - 坂本典隆
- トライアスロンB班撮影 - 今関あきよし
- 美術監督 - 竹内公一
- 装飾 - 河合良昭
- 音楽 - 學草太郎（大林宣彦）
- 音楽プロデューサー - 加藤明代
- 録音 - 中村裕司
- 照明 - 西表灯光
- 衣裳 - 千代田圭介、東宝コスチューム
- 助監督 - 蘆田完、南柱根
- スクリプター - 土居久子
- スチール - 石原宏一
- 日本語字幕 - 飯村康子

## 劇中曲
主題曲「風の歌が聴きたい」
作詞、作曲：學草太郎／編曲：山下康介／パンフルート：岩田英憲／ピアノソロ：大林宣彦歌／唄：森久美子
エンドロールに登場する森公美子が手話を用いながら歌唱する。
「ファンキー・モンキー・ベイビー」
作詞：大倉洋一／作曲：矢沢永吉
中等部1年の昌宏が文通相手募集の手紙を書くシーンで使われる。
沖縄の民謡（曲名不明）
現在の宮古島大会のバイク(自転車ロードレースの沿道そばの原っぱで、若者のグループがこの曲でエイサーをして競技に華を添える。
「ハッスル」
1975年にヴァン・マッコイ＆ザ・ソウル・シティ・シンフォニーが歌唱した楽曲。
東京のディスコで流れるこの曲にノッて、昌宏たち客がそれぞれにダンスを楽しむ。
「乾杯」
作詞、作曲：長渕剛。1980年にアルバムの一曲として制作され、1988年に再レコーディングによるシングル曲として発表された。
作中では昌宏と奈美子にとって大切な曲として扱われ、彼が彼女に渡す誕生日プレゼントのオルゴールの曲や、2人の披露宴で参列者が手話と合わせて皆で歌うなど数回流れる。
「結婚行進曲」
作曲：メンデルスゾーン
昌宏と奈美子の披露宴で、参列者の拍手の中ゴンドラに乗った2人が上から降りてくる時に流れる。